# Utøya, 22 de juliol
Utøya, 22 de juliol (títol original en noruec: Utøya 22. juli) és una pel·lícula dramàtica noruega del 2018, dirigida per Erik Poppe i escrita per Anna Bache-Wiig i Siv Rajendram Eliassen. Es basa en la massacre del campament d'estiu a l'illa d'Utøya que va tenir lloc el 22 de juliol de 2011, però amb un ús fictici de la identitat dels personatges. També és coneguda com a U – July 22, títol utilitzat a la Berlinale de 2018. El 23 de juliol de 2022 es va estrenar la versió doblada al català pel canal La 2. Anteriorment, havia estat disponible la versió original subtitulada al català.
El propòsit de l'obra és promoure la comprensió mostrant la massacre des de la seva perspectiva de les víctimes. La pel·lícula es va crear en estret diàleg amb més de 40 supervivents, per aconseguir que l'acció fos el més semblant a la realitat. Es va rodar en temps real en una sola presa, seguint en tot moment el personatge de la Kaja des de la perspectiva de tercera persona, abans i durant dels 72 minuts de l'atac. Anders Behring Breivik és una figura a la perifèria de tota la pel·lícula i només es veu breument dues vegades.

## Argument
Kaja assisteix a un campament d'estiu del Partit Laborista noruec a Utøya amb la seva germana menor Emilie. El 22 de juliol, els participants reben notícies que explota una bomba al barri governamental d'Oslo, però creuen que estan segurs sempre que estiguin en una illa, lluny de la ciutat. Aviat, se senten trets i els campistes es dispersen ràpidament, ja que queda clar que no és un simulacre.
Al principi, la majoria dels campistes intenten amagar-se a l'edifici principal del camp mentre ploren i criden fort, però després fugen cap al bosc proper. Mentre s'amaguen darrere dels arbres, la Kaja i les seves amigues truquen al 112 i la policia afirma estar de camí. Els altres accepten córrer a buscar l'aigua per poder nedar amb seguretat, però la Kaja corre cap al campament a buscar l'Emilie. La Kaja troba un noi anomenat Tobias, a qui convenç de fugir al bosc. Quan la Kaja no pot trobar l'Emilie a la seva tenda, torna al bosc a buscar-la.
La Kaja es troba amb una jove que ha estat ferida de bala i intenta consolar-la. Les granades de fum omplen el bosc i la nena mor demanant ajuda a la seva mare. La Kaja troba al Magnus, un nou campista que havia conegut durant el dia, amb uns altres dos campistes al llarg de la costa de l'illa. El Magnus intenta desactivar la situació i explicar acudits per alegrar l'estat d'ànim, però els altres dos no s'ho prenen a la lleugera. Més tard, veuen un gran nombre de campistes corrent al llac, i els altres dos campistes abandonen la Kaja i el Magnus. Després la parella parlen sobre què volen ser de grans; la Kaja vol ser primera ministra de Noruega i el Magnus, actor.
Després d'una estreta trobada amb l'assassí, la Kaja surt de nou a trobar la seva germana. Un cop a la platja, descobreix tot de cadàvers dispersos per la costa, inclòs el del Tobias. Quan el Magnus l'abraça, es col·lapsa. Es veu un petit vaixell a la llunyania, i el Magnus la intenta convèncer perquè vagi amb ell, però l'assassí la dispara i cau a terra. Crida desesperadament pel Magnus i torna a rebre un tret, aquesta vegada mortal. Aleshores, la perspectiva canvia a la del Magnus, quan corre i arriba a la barca amb altres supervivents. Mentre el vaixell s'allunya de l'illa, el Magnus comença a plorar. A continuació, es revela que l'Emilie està en aquell vaixell i intenta ajudar a una persona ferida greu. La pantalla es torna negra.
Sentim el vaixell arribar a terra i els crits i plors dels supervivents. Finalment, un epíleg basat en un text enumera el nombre de víctimes i descriu les motivacions de l'assassí. Acaba amb una advertència que l'ultradreta augmenta i que hi ha un suport creixent als postulats polítics i als discursos d'odi de l'assassí Anders Behring Breivik.

## Repartiment
- Andrea Berntzen com a Kaja
- Aleksander Holmen com a Magnus
- Brede Fristad com a Petter
- Elli Rhiannon Müller Osbourne com a Emilie
- Solveig Koløen Birkeland com a nena ferida
- Magnus Moen com a Tobias
- Jenny Svennevig com a Oda
- Ingeborg Enes Kjevik com a Kristine
- Sorosh Sadat com a Issa
- Ada Eide com a Caroline
- Mariann Gjerdsbakk com a Silje
- Daniel Sang Tran com a Even
- Torkel Dommersnes Soldal com a Herman
- Karoline Schau com a Sigrid
- Tamanna Agnihotri com a Halima

## Recepció

### Crítica
La recepció crítica de la pel·lícula va ser majoritàriament positiva. A l'agregador de revisions Rotten Tomatoes va obtenir una qualificació d'aprovació del 83% i una puntuació mitjana de 7,07/10, basada en 46 ressenyes de crítics. El consens crític del lloc va assenyalar que: «[la pel·lícula] investiga el xoc persistent i el dolor d'una nació amb un drama que aborda temes difícils amb un efecte inquietant, profund i adequat».

### Premis i nominacions
La pel·lícula va ser seleccionada per competir per a l'Os d'Or a la secció principal del concurs del 68è Festival Internacional de Cinema de Berlín. L'obra va rebre vuit nominacions als premis Amanda durant el Festival Internacional de Cinema Noruec de 2018, a la ciutat de Haugesund, guanyant en les categories de millor actriu (Andrea Berntzen) i millor actriu secundària (Solveig Koløen Birkeland). Als Premis del Cinema Europeu de 2018, organitzats a Sevilla, Martin Otterbeck va guanyar el premi a la millor fotografia.